# Müstair
Müstair (tot 1943 officieel in het Duits Münster; Italiaans (verouderd): Monastero) is een plaats en voormalige gemeente in het Zwitserse kanton Graubünden en ligt in het Reto-Romaanse Val Müstair.

## Geschiedenis
Op 1 januari 2009 fuseerde Müstair met Fuldera, Lü, Santa Maria Val Müstair, Tschierv en Valchava tot de gemeente Val Müstair.

## Geografie
Müstair ligt op kleine afstand van de Zwitsers-Italiaanse grens op de linkeroever van de rivier de Ram. Een bijzondere bestemming voor bergwandelaars is de 2764 meter hoge berg Piz Chavallatsch (Italiaans: Monte Cavallaccio), dat het oostelijkste puntje van Zwitserland is.

## Klooster
Müstair is vooral bekend vanwege het benedictijns klooster Sankt Johann dat sinds 1983 is opgenomen op de werelderfgoedlijst van UNESCO. De middeleeuwse abdis Adelheid was van Müstair afkomstig.
- Bibliothèque nationale de France: cb150110756 (data)
- Gemeinsame Normdatei: 4101727-4
- Historisch woordenboek van Zwitserland: 001567
- Library of Congress Control Number: n78068617
- Nationale Bibliotheek van Tsjechië: ge414126
- Nationale Bibliotheek van Israël: 987007547846505171
- Virtual International Authority File: 145396371
- WorldCat: E39PBJvHbq9FwyHBMjh4tC3fbd